# I lovens navn
I lovens navn er en svensk thrillerfilm fra 1986 instrueret af Kjell Sundvall og med Sven Wollter, Anita Wall og Stefan Sauk i hovedrollerne. Filmen er baseret på kriminalromanen Samhällsbärarna af Leif G.W. Persson, udgivet i 1982.

## Handling
Politifilm der debatterer begreber som "politibrutalitet" og "politivold", men også nødvendigheden af at sætte hårdt mod hårdt.

## Medvirkende (i udvalg)
- Sven Wollter som Jarnebring
- Anita Wall som Wesslén
- Ernst Günther som Walltin
- Stefan Sauk som Häll
- Göthe Grefbo som portvagt
- Lennart Hjulström som politichef
- Sven Holmberg som tekniker
- Jan Erik Lindqvist som ældre politimand
- Ann Petrén som prostitueret
- Lena Ræder som butiksassistent
- Rolf Skoglund som Klas Kallin
- Johan Ulveson som sikkerhedsvagt
- Margreth Weivers som læge
- Svea Holst som gammel dame